# Parlamento de Sudáfrica
El Parlamento de Sudáfrica es el órgano legislativo de Sudáfrica y, en virtud de la actual Constitución del país, está compuesto por la Asamblea Nacional y el Consejo Nacional de las Provincias.
Ha sufrido muchas transformaciones como resultado de la tumultuosa historia del país. De 1910 a 1994, fue elegido principalmente por la minoría blanca sudafricana, antes de las primeras elecciones con sufragio universal en 1994.

## Sede

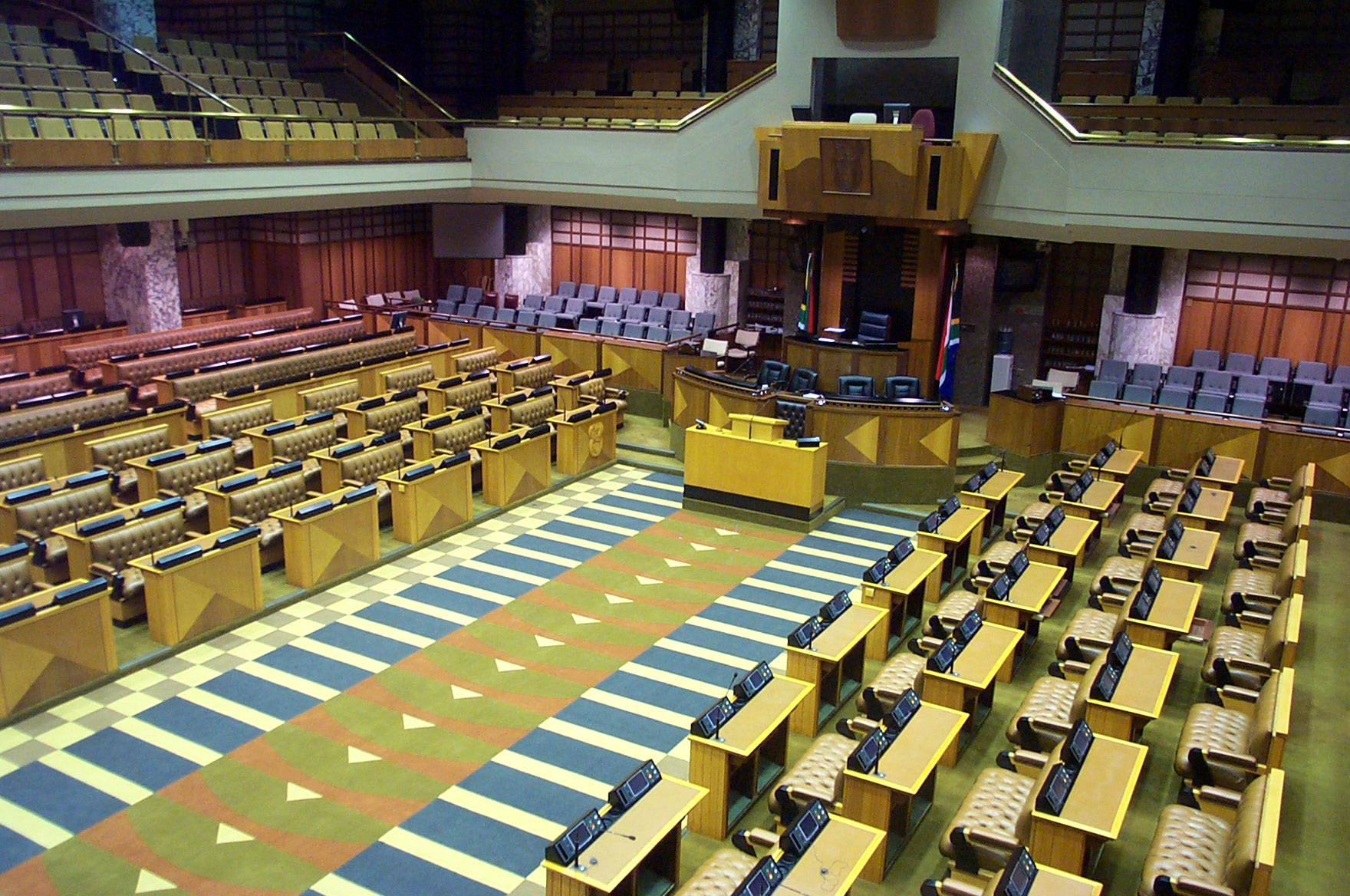
Cámara de la Asamblea Nacional

El Parlamento se reúne en Ciudad del Cabo, aunque la sede del gobierno está en Pretoria. Tal situación se remonta a la fundación de la Unión Sudafricana, ya que existían desacuerdos entre las cuatro provincias en cuanto a qué ciudad sería la capital nacional. Como solución de compromiso, Ciudad del Cabo fue designada capital legislativa, Bloemfontein capital judicial y Pretoria capital administrativa. El gobierno del Congreso Nacional Africano (ANC) ha propuesto trasladar el Parlamento a Pretoria, argumentando que la configuración actual es engorrosa, ya que los ministros, funcionarios públicos y diplomáticos deben ir y venir de Ciudad del Cabo a Pretoria cuando el Parlamento celebra sus sesiones.
Sin embargo, ha habido acusaciones al ANC de intentar centralizar el poder. En virtud de la Constitución, el Parlamento está facultado para asentarse en otro lugar que no sea Ciudad del Cabo por motivos de interés público, seguridad o conveniencia pública, y el Parlamento está facultado para celebrar sesiones fuera de Ciudad del Cabo. El artículo 24 del Reglamento de la Asamblea Nacional permite al Presidente de la Asamblea Nacional ordenar que la Cámara se reúna en "un lugar distinto de las Cámaras del Parlamento en Ciudad del Cabo", previa consulta con el presidente de la Cámara y el Jefe de Grupo de cada partido representado en la Cámara. La Regla 21 de las Reglas del Consejo Nacional de Provincias permite al Consejo Nacional de Provincias aprobar una resolución que dispone que este se reúna en otro lugar.